# Parque de béisbol de Perth
El Parque de béisbol de Perth (en inglés:Baseball Park ), también conocido como Parque de béisbol Barbagallo, Barbagallo Ballpark, por razones de patrocinio, es una sede importante de Béisbol en el estado de Australia Occidental, en Australia. Fue inaugurado en 2004, con una capacidad de alrededor de 500 y espacio para más 3500 de pie. Este es el primer estadio exclusivo para el béisbol en Perth desde la demolición del campo de Parry a mediados de la década de 1990. El Parque de béisbol fue la sede del Claxton Shield 2007, que se desarrolló del 19 al 27 de enero de 2007.
El estadio experimentó una expansión importante en 2007 en preparación para una nueva liga de béisbol de Australia, que fue pensada originalmente para comenzar a finales de 2007.